# 假腸蕨
假腸蕨（学名：Deparia formosana）为蹄蓋蕨科对囊蕨属下的一个种。其种加词“formosana”意为“台湾的”。